# Alix Delaporte
Pour les articles homonymes, voir Delaporte.
Alix Delaporte (née à Chatou en 1969) est une réalisatrice et scénariste française.

## Biographie
Alix Delaporte a fait ses débuts à l'agence CAPA comme journaliste-caméraman, notamment en faisant des reportages pour l'émission Nulle part ailleurs de Canal+. Elle réalise ensuite le documentaire Comme dans un rêve sur Zinédine Zidane. Elle décide alors de suivre des cours à la Fémis dans le domaine de l'écriture de scénario et réalise ses premiers courts-métrages. En 2010, elle réalise son premier long métrage Angèle et Tony.

## Filmographie
- 2002: Comme dans un rêve
- 2003 : Le Piège (court-métrage)
- 2006 : Comment on freine dans une descente
- 2011 : Angèle et Tony
- 2014 : Le Dernier Coup de marteau
- 2023 : Vivants

## Distinctions

### Récompenses
- 2006 : Lion d'or du court-métrage à la Mostra de Venise pour Comment on freine dans une descente
- 2012 : Trophée duo cinéma réalisateur-producteur aux Trophées du Film français pour Angèle et Tony
- 2012 : Prix Michel-d'Ornano au Festival du cinéma américain de Deauville pour Angèle et Tony

### Nomination
- 2012 : César du meilleur premier film pour Angèle et Tony